# Класифікація масивів гірських порід
Системи класифікації масивів гірських порід використовуються у геотехнічній інженерії та у гірничому виробництві. Вони ґрунтуються на емпіричних зв'язках між параметрами масиву гірських порід та їх застосуванні при тунелебудуванні, оцінці стабільності схилів, проектуванні фундаментів та при землерийних роботах. Перша система класифікації гірської маси в геотехнічній інженерії була запропонована 1946 року для тунелів з металевим рамним кріпленням.

## Гірничотехнічні системи класифікації
У технології розробки родовищ корисних копалин та в управлінні станом породного масиву використовуються системи класифікацій масиву гірських порід, які характеризують схильність підроблених порід до обвалення, стійкість покрівлі та стійкість підошви пластів, опір руйнуванню різними способами та інші.

### Класифікації бокових порід вугільних пластів
- Класифікація бокових порід вугільних пластів ДонВУГІ[1][2]: застосовується в Україні при розробці паспортів виїмкових дільниць вугільних шахт (вимога ПТЕ[3]). Згідно із цією класифікацією породи, що вміщують пласт, характеризуються наступними властивостями: обвалюваність (керованість) масиву порід над пластом (умовне позначення категорій — А); стійкість нижнього шару покрівлі (умовне позначення категорії — Б); стійкість безпосередньої підошви (умовне позначення категорії — П). Окремо також розроблено класифікацію порід для крутих пластів.
- Класифікація порід покрівлі ВУГІ-ВНДМІ[4]: були розроблені радянськими науково-дослідними інститутами ВУГІ (класифікація порід покрівлі за обвалюваністю) та ВНДМІ (класифікація порід покрівлі з урахуванням кроку обвалення порід і зон опорного тиску попереду вибою).

### Класифікація гірських порід у масиві за структурною неоднорідністю
Структурна неоднорідність породних масивів визначається наявністю систем тріщинуватості та шаруватою будовою.
Єдиної класифікації гірських порід в масиві за тріщинуватістю не існує; для практичних цілей зазвичай рекомендується застосування розробленої ВНДМІ класифікації гірських порід у залежності від інтенсивності тріщинуватості, тобто від розмірів шматків, на які поділяється керн або що те ж саме – від відстані між тріщинами. Що інтенсивніше тріщинуватість, тим менше значення коефіцієнта структурного ослаблення масиву КС.
Шаруватість гірського масиву враховується при виборі способу зміцнення порід покрівлі очисних і підготовчих гірничих виробок, при виборі заходів, що запобігають або зменшують здимання порід у виїмкових та підготовчих гірничих виробках, а також при рішенні інших питань. Класифікація гірських порід за шаруватістю містить п'ять категорій в залежності від товщини шарів (від вельми тонкошаруватих - до 0,2 м до вельми крупношаруватих - більш 10,0 м).

## Геотехнічні системи класифікації
У геотехнічній інженерії можна виділити три стратегії класифікації: аналітичну, емпіричну та числову. Емпіричні класифікації масивів гірських порід широко використовуються для техніко-економічного обґрунтування та інженерних вишукувань, а також часто — власне для проектування.
Цілями класифікації масивів гірських порід є:
1. Визначення найбільш значущих параметрів, що впливають на поведінку гірського масиву.
2. Диференціація масивів гірських порід на групи подібної поведінки — класи масивів гірських порід різної якості.
3. Забезпечення основ для розуміння характеристик кожного класу масивів гірських порід.
4. Зіставлення та узгодження характеристик гірських масивів різних ділянок та родовищ.
5. Отримання кількісних даних та рекомендацій для інженерного проектування.
6. Забезпечення спільної основи для комунікації між інженерами та геологами.

Основні переваги класифікацій масивів гірських порід:
1. Підвищення якості досліджень ділянок шляхом запровадження мінімальних вхідних даних як параметрів класифікації.
2. Надання кількісної інформації для цілей проектування.
3. Забезпечення ухвалення максимально ефективних інженерних рішень.
4. Забезпечення основи для розуміння характеристик кожної масиву гірських порід.

### Системи длятунелебудування: кількісні
- Rock Mass Rating[en] (RMR)
- Q-system[en]
- Mining rock mass rating[en] (MRMR)

### Інші системи: якісні
- Новоавстрійський метод тунелебудування (NATM)
- Класифікація розмір-міцністьКласифікація розмір-міцність[en]

### Системи для схилів
- Slope Mass Rating[en] (SMR)[7] та Continuous Slope Mass Rating (CSMR)[8]
- Q-slope[en][9]
- Класифікація масивів гірських порід для скельних схилів[10]
- Slope Stability Probability Classification[en] (SSPC)[11]

### Ранні системи
- Метод навантаженості гірських порід (метод гірського тиску)[12]

Метод класифікації за навантаженістю гірських порід є одним з перших у геотехнічній інженерії. Карл фон Терцагі розробив методологію для тунелів, що підтримуються металевими рамами в 1940-х роках. Метод вважається застарілим, тим більш, що розуміння механіки гірських порід та масивів з тих пір розвинулося і метод гірського тиску не підходить для сучасних методів тунелебудування з використанням торкретування і анкерування.
- Класифікація за стійкістю оголень[13]

Класифікація за стійкістю оголень породного масиву за Лоффером часто розглядається як початок новоавстрійського методу тунелебудування (NATM) . Оригінальну систему, розроблену Лоффером, нині багато хто вважає застарілою, але його ідеї (наприклад, про зв'язок між площею перетину тунелю і часом, протягом якого, породи у вибої зберігають стійкість) інкорпоровані в сучасну механіку гірських порід, і особливо в новоавстрійський метод тунелебудування.
- Rock Quality Designation[en] (RQD): Індекс Rock Quality Designation був розроблений Діром в 1960-ті роки для класифікації якості керну гірських порід за цілісністю кернових проб. На сьогодні ця система класифікації використовується не дуже часто, але визначення RQD як індексу якості породного керну є стандартною практикою в будь-якому геотехнічному бурінні скельних порід, і використовується в багатьох, більш пізніх, системах класифікації гірського масиву, таких як RMR і Q-system (див. вище).
- Rock Structure Rating[en] (RSR): Система Rock Structure Rating є кількісним методом для опису якості породного масиву та належного кріплення, зокрема, при кріпленні металевими рамами. Розроблений Вікхемом, Тідеманном і Скіннером у 1970-х роках.